# Narcís Sans Prats
Narcís Sans Prats (Fallines, 1920 — Girona, 1994) fou un fotògraf i realitzador cinematogràfic.
Narcís Sans Prats obrí el seu primer establiment fotogràfic al carrer Ciutadans a finals dels anys 40. Més endavant el traslladà a la que, fins al seu tancament, va ser la seu del negoci Fotografia Sans, al número 2 de la pujada del Pont de Pedra. La seva activitat professional, primer com a fotògraf i després com a fotoreporter, se centrà pràcticament en exclusiva en la ciutat de Girona i també a les comarques gironines. La major part d'aquesta activitat fotogràfica resta reflectida en la premsa escrita, especialment en les planes del diari Los Sitios, posteriorment Diari de Girona, des de mitjans dels anys quaranta fins a principi de la dècada dels vuitanta, quan ja comptava amb un equip de col·laboradors, entre els quals hi havia els seus fills i Pablo García Cortés, més conegut com a Pablito.
Paral·lelament, a mitjans dels anys quaranta començà la seva tasca com a realitzador cinematogràfic i com a col·laborador de Televisió Espanyola. Aquesta col·laboració es concretà l'any 1965 en ser el primer corresponsal de TVE a Girona, fins i tot abans que aquesta figura existís a la demarcació de Barcelona. En aquesta circumstància hi tingué molt a veure el ressò arreu de l'Estat de les impressionants imatges de l'aiguat de Girona, enregistrades el 1962. Així mateix, cal remarcar la seva activitat cinematogràfica per tal de promoure turísticament i desvetllar l'interès pel seu món submarí.
En la seva activitat periodística realitzà reportatges sobre tota mena d'actes i temes i, també, tingué l'oportunitat d'enregistrar imatges de personalitats reconegudes com Salvador Dalí, Josep Pla o Josep Tarradellas. Tanmateix tampoc deixà de banda altres aspectes relacionats amb la fotografia d'encàrrec, com la fotografia publicitària o la fotografia comercial de galeria, és a dir els retrats.